# David A. Bokee

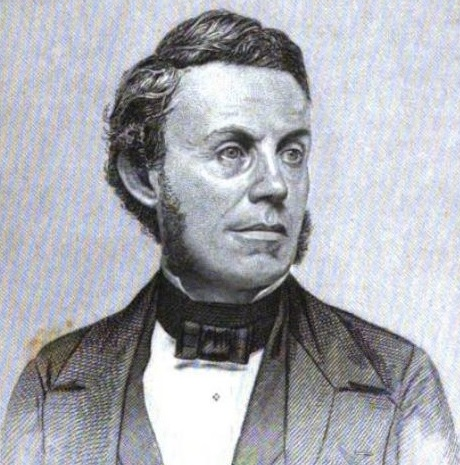
David A. Bokee

David Alexander Bokee (* 6. Oktober 1805 in New York City; † 15. März 1860 in Washington, D.C.) war ein US-amerikanischer Jurist und Politiker. Zwischen 1849 und 1851 vertrat er den Bundesstaat New York im US-Repräsentantenhaus.

## Werdegang
David Alexander Bokee wurde ungefähr sieben Jahre vor dem Ausbruch des Britisch-Amerikanischen Krieges in New York City geboren und wuchs dort auf. Er besuchte öffentliche Schulen und ging dann kaufmännischen Geschäften nach. Bokee studierte Jura und begann nach dem Erhalt seiner Zulassung als Anwalt zu praktizieren. Er war zwischen 1840 und 1843 sowie zwischen 1845 und 1848 Präsident im Brooklyn Board of Aldermen. Darüber hinaus saß er zwischen 1846 und 1849 im Senat von New York und war zwischen 1848 und 1860 als Trustee für die New York Life Insurance Co. tätig. Politisch gehörte er der Whig Party an. Bei den Kongresswahlen des Jahres 1848 wurde er im zweiten Wahlbezirk von New York in das US-Repräsentantenhaus in Washington D.C. gewählt, wo er am 4. März 1849 die Nachfolge von Henry C. Murphy antrat. Er schied nach dem 3. März 1851 aus dem Kongress aus. Präsident Fillmore ernannte ihn dann zum Naval Officer of Customs für den Port of New York, eine Stellung, die er von 1851 bis 1853 innehatte. Bokee war dann auch in der Handelsschifffahrt tätig. Er verstarb ungefähr ein Jahr vor dem Ausbruch des Bürgerkrieges am 15. März 1860 in Washington D.C. und wurde dann auf dem Green-Wood Cemetery in Brooklyn beigesetzt.